# ماسون بورتر
ماسون بورتر (بالإنجليزية: Mason Porter)‏ هو رياضياتي أمريكي، ولد في 10 فبراير 1976 في لوس أنجلوس في الولايات المتحدة.